# Are Husbands Necessary?
Are Husbands Necessary is een Amerikaanse filmkomedie uit 1942 onder regie van Norman Taurog. Het scenario is gebaseerd op de roman Mr. and Mrs. Cugat, the Record of a Happy Marriage (1941) van de Amerikaanse auteur Isabel Scott Rorick.

## Verhaal
George Cugat heeft regelmatig ruzie met zijn vrouw Mary Elizabeth. Ze denken dat ze hun huwelijk kunnen redden door een kind te adopteren. Wanneer George zijn onweerstaanbare jeugdvriendin Myra Ponsonby tegen het lijf loopt, worden de zaken er niet eenvoudiger op.

## Rolverdeling
| Acteur            | Personage            |
| ----------------- | -------------------- |
| Ray Milland       | George Cugat         |
| Betty Field       | Mary Elizabeth Cugat |
| Patricia Morison  | Myra Ponsonby        |
| Eugene Pallette   | Bunker               |
| Charles Dingle    | Duncan Atterbury     |
| Leif Erickson     | Bill Stone           |
| Elisabeth Risdon  | Mevrouw Westwood     |
| Richard Haydn     | Chuck                |
| Kathleen Lockhart | Laura Atterbury      |
| Phillip Terry     | Cory Cortwright      |
| Cecil Kellaway    | Dokter Buell         |
| Ann Revere        | Anna                 |
| Charles Lane      | Mijnheer Brooks      |
| Charlotte Wynters | Mevrouw Finley       |
| Clinton Rosemond  | Enos                 |
| Olive Blakeney    | Juffrouw Bumstead    |
| Cecil Cunningham  | Juffrouw Jenkins     |